# Río Frío Yebuciví
Río Frío Yebuciví, eller bara Río Frío, är en ort i Mexiko, tillhörande kommunen Almoloya de Juárez i den västra delen av delstaten Mexiko, i den centrala delen av landet. Orten hade 775 invånare vid folkräkningen 2010.